# Mike Scully
Pour les articles homonymes, voir Scully.
Mike Scully, né le 2 octobre 1956 à Springfield dans le Massachusetts, est un scénariste et producteur de télévision américain. Il est surtout connu pour avoir travaillé sur les séries Les Simpson, Parks and Recreation, Tout le monde aime Raymond et Loin de ce monde.

## Biographie
Il a commencé en tant qu'auteur-producteur pendant la saison 5 et a écrit plusieurs épisodes.
Il a commencé sa carrière par écrire des plaisanteries pour Yakov Smirnoff. Il est un coécrivain et codirecteur de la super-production Les Simpson, le film.
Il a également collaboré au scénario de la série américaine Les Sauvages.

## Filmographie

### Scénariste

#### PourLes Simpson
| Année | Titre                                   | Titre original                            | Saison | Épisode | Réalisateur       |
| ----- | --------------------------------------- | ----------------------------------------- | ------ | ------- | ----------------- |
| 1994  | La Rivale de Lisa                       | Lisa's Rival                              | 6      | 2       | Mark Kirkland     |
| 1994  | Le Hockey qui tue                       | Lisa on Ice                               | 6      | 8       | Bob Anderson      |
| 1995  | Une portée qui rapporte                 | Two Dozen and One Greyhounds              | 6      | 20      | Bob Anderson      |
| 1995  | Marge et son petit voleur               | Marge Be Not Proud                        | 7      | 11      | Steven Dean Moore |
| 1996  | Une partie Homérique                    | Team Homer                                | 7      | 12      | Mark Kirkland     |
| 1996  | Le Gros Petit Ami de Lisa               | Lisa's Date with Density                  | 8      | 7       | Susie Dietter     |
| 1997  | Simpson Horror Show VIII - Homer Homega | Treehouse of Horror VIII - The HΩmega Man | 9      | 4       | Mark Kirkland     |
| 1999  | Les Prisonniers du stade                | Sunday, Cruddy Sunday                     | 10     | 12      | Steven Dean Moore |
| 1999  | Mel Gibson les cloches                  | Beyond Blunderdome                        | 11     | 1       | Steven Dean Moore |
| 2000  | Derrière les rires                      | Behind the Laughter                       | 11     | 22      | Mark Kirkland     |
| 2001  | Les parents trinquent                   | The Parent Rap                            | 13     | 2       | Mark Kirkland     |
| 2002  | Homer Like a Rolling Stone              | How I Spent My Strummer Vacation          | 14     | 2       | Mike B. Anderson  |
| 2023  | Iron Marge                              | Iron Marge                                | 35     | 6       | Matthew Faughnan  |

#### Autres
- 1987 : Hit Squad
- 1987 : What a Country! (1 épisode)
- 1987-1991 : Loin de ce monde (14 épisodes)
- 1991 : Top of the Heap (en) (2 épisodes)
- 1992 : The Royal Family (1 épisode)
- 1995 : The Preston Episodes (1 épisode)
- 2000 : Schimmel
- 2003 : The Pitts (1 épisode)
- 2003-2004 : Tout le monde aime Raymond (4 épisodes)
- 2004-2005 : Les Sauvages (19 épisodes)
- 2007 : Les Simpson, le film
- 2009-2012 : Parks and Recreation (3 épisodes)
- 2012 : Napoleon Dynamite (6 épisodes)
- 2020 - Duncanville

### Acteur
- 2000 : Les Simpson : L'annonceur du Magic Palace (1 épisode : Les Escrocs)

### Producteur
- 1988-1991 : Loin de ce monde (49 épisodes)
- 1993- : Les Simpson
- 2000 : Schimmel
- 2003 : The Pitts
- 2003-2004 : Tout le monde aime Raymond (30 épisodes)
- 2004-2005 : Les Sauvages (16 épisodes)
- 2007 : Les Simpson, le film
- 2009-2012 : Parks and Recreation (32 épisodes)
- 2012 : Napoleon Dynamite (1 épisode)
- 2012 : The New Normal (1 épisode)

## Récompenses et nominations

### Récompenses
- 1995 : Primetime Emmy Award du meilleur programme d'animation de moins d'une heure pour l'épisode Le Mariage de Lisa de Les Simpson
- 1997 : Primetime Emmy Award du meilleur programme d'animation de moins d'une heure pour l'épisode La Phobie d'Homer de Les Simpson
- 1998 : Primetime Emmy Award du meilleur programme d'animation de moins d'une heure pour l'épisode Vive les éboueurs de Les Simpson
- 2000 : Primetime Emmy Award du meilleur programme d'animation de moins d'une heure pour l'épisode Derrière les rires de Les Simpson
- 2001 : Primetime Emmy Award du meilleur programme d'animation de moins d'une heure pour l'épisode Le Cerveau de Les Simpson
- 2003 : Primetime Emmy Award de la meilleure série télévisée comique pour Tout le monde aime Raymond

### Nominations
- 1996 : Primetime Emmy Award du meilleur programme d'animation de moins d'une heure pour l'épisode Simpson Horror Show VI de Les Simpson
- 1999 : Primetime Emmy Award du meilleur programme d'animation de moins d'une heure pour l'épisode Fiesta à Las Vegas de Les Simpson
- 2004 : Primetime Emmy Award de la meilleure série télévisée comique pour Tout le monde aime Raymond